# Zarzecze (obwód lwowski)
Zarzecze (ukr. Заріччя) – wieś na Ukrainie w rejonie samborskim obwodu lwowskiego. Samorząd: Rada wiejska wsi Wojutycze.